# Zonitis flavicollis
Zonitis flavicollis es una especie de coleóptero de la familia Meloidae.

## Distribución geográfica
Habita en México.